# حيرام ك. بول
حيرام ك. بول (بالإنجليزية: Hiram C. Bull)‏ هو شخصية أعمال وسياسي أمريكي، ولد في 19 أغسطس 1820، وتوفي في 12 أكتوبر 1879. حزبياً، نشط في الحزب الجمهوري. وقد انتخب عضو مجلس ولاية ويسكونسن.